# Татлін Володимир Євграфович
Володи́мир Євгра́фович Та́тлін (16 (28) грудня 1885, Харків — 31 травня 1953, Москва) — український художник, скульптор, дизайнер, архітектор, родоначальник конструктивізму, один із лідерів світового авангарду.

## Життєпис
Володимир Татлін народився 16 (28) грудня 1885 в Харкові в сім'ї спадкового дворянина, інженера-технолога Курсько-Харківської залізниці Євграфа Никифоровича Татліна (*1854 — †18 лютого 1904) і поетеси Надії Миколаївни Барт (?—1889). У Державному архіві Харківської області зазначено, що інженер-технолог Татлін Євграф Никифорович у другій половині XIX ст. мав 93 десятини в хуторі Саржана Криниця під слободою Хорошеве, Харківського повіту (А. Ф. Парамонов, «Энциклопедия фамилий Харьковской губернии, том 1»). У своїй професії Євграф Татлін був непересічною людиною, тому в 1892 був відряджений з Харкова до США для освоєння зарубіжного досвіду. По поверненні в 1893 він видав книгу «Звіт про поїздку для вивчення системи змінних бригад на паровозних американських залізницях», випущену харківською друкарнею. У 1893 Євграф Никифорович був призначений директором-розпорядником вовномийних заводів Є. М. Петренка в Харкові, був гласним Харківської міської думи, помер у Ніцці 18 лютого в віці 50 років, похований 1 березня на Харківському міському кладовищі (повідомлення про смерть та поховання Є. Н. Татліна було надруковане в газеті «Южный край» від 2 березня 1904 року). Саме від свого батька Володимир Татлін успадкував захоплення технікою, яке згодом втілилось в ідею «художника-інженера». Мати Татліна померла рано, в 1889 році, залишивши під опікою батька трьох дітей, найстаршим з яких був чотирирічний Володимир. Зі спогадів подруги художника, режисерки, керівника театру Українського народного творчості, Ганни Бегічевої, яка познайомилася з Володимиром Татліним у Києві: «По дорозі на Печерськ, де я жила, читав мені вірші своєї матері: „Вона була українка, поетеса, народоволка, і дуже добра людина. У Хлєбнікова мати теж українка. Ми з ним наполовину звідси“».
У семирічному віці захопився малюванням. У 1896 вступив до Харківського реального училища, де отримав перші професійні навички малюнку та живопису у викладача училища, відомого харківського маляра і педагога Дмитра Безперчого (1825—1913).
Закінчивши три класи училища, Володимир зважився на незвичайну подорож. Він втік з дому, дістався Одеси і влаштувався юнгою на торгово-пасажирський пароплав, що здійснював плавання за маршрутом Одеса-Варна-Стамбул-Батум і назад. Повернувшись з плавання, він деякий час жив самостійно, остаточно з родиною не поривав і влітку відвідував рідню, яка жила в Харкові.
У вересні 1902 вступив до Московського училища живопису, скульптури та архітектури, але вже в квітні 1903 був відрахований «за неуспішність і несхвальну поведінку». Батько, в дім якого повернувся Володимир, подавав клопотання про відновлення його в училищі, але воно було відхилене.
Після смерті батька влітку 1904, Володимир вступив до Одеського училища торгового мореплавання і вже 19 серпня на навчальному вітрильному судні пішов у плавання. Професія моряка приваблювала Татліна, та бажання продовжити художню освіту все ж переважило. У вересні 1905 року він став студентом Пензенського художнього училища, а в 1910-му році отримав диплом художника.
У цей же час відбулося його знайомство з українськими художниками та поетами футуристичного напрямку — братами Давидом, Володимиром та Миколою Бурлюками, Михайлом Ларіоновим, Велимиром Хлєбниковим, Олексієм Кручоних.
Влітку 1911 року Татлін здійснив два плавання як матрос по Чорному і Середземному морю. В той час тематикою його робіт стали добре знайомі сцени матроського життя. Одним з центральних творів цього періоду є «Автопортрет» художника, що має другу назву «Матрос» і зображує його в безкозирці, тільнику і робі. Вже в цих творах виявляються ознаки конструктивізму. Згодом морські теми часто зустрічалися в його творчості — матроси, продавці риби, рибалки. Того ж року Татлін вперше спробував себе як театральний художник. Він створив ескізи костюмів і декорації до народної драми «Цар Максемьян і його непокірливий син Адольф» для московського Літературно-художнього гуртка. Це був перший в історії досвід перенесення принципів авангардного живопису на сцену. Ескізи разом з пейзажами, натюрмортами, малюнками і акварелями на морську тему увійшли в число 52 робіт, представлених ним на початку 1912 року на гучній виставці групи молодих художників «Віслючий хвіст», організованій Михайлом Ларіоновим та Наталією Гончаровою, в якій також брали участь Казимир Малевич і Олександр Шевченко.
Серед захоплень модерніста Татліна — гра на бандурі й власноручне виготовлення цього інструмента. В 1914 році Татлін в образі сліпого бандуриста разом з Ларіоновим супроводжував кустарну виставку в Берліні. Там вони зустріли українських народних співаків. Почувши їх, Уповноважений з парків повідомив, що вони повинні будуть грати в парку по шляху проходження кайзерівського ескорту. Татлін настільки вразив Вільгельма ІІ грою на бандурі і виконанням козацьких дум, що той подарував йому золотий кайзерівський годинник. Годинник Татлін продав і вирушив до Парижу, де побував в майстерні великого Пабло Пікассо. Побачивши експерименти основоположника кубізму, Татлін надихнувся новою ідеєю — створювати так звані контррельєфи, своєрідний скульптуроживопис. Головним для художника стало чітке виявлення особливостей і характерних ознак матеріалів, що становлять композицію.
У 1920-х роках Татлін відмовився від формалістичних пошуків і зайнявся проєктуванням речей, необхідних у побуті. У цій області він став новатором, заклавши своєю діяльністю основу для розвитку вітчиняної школи дизайнерів. Почав займатися художнім конструюванням одягу, посуду, меблів.
Він автор пам'ятника-вежі Третьому Інтернаціоналу (1919—1920) та літального апарата «Летатлін» (1929—1932).
Перша згадка про «Летатліна» зафіксована в 1912 році в записах Велимира Хлєбнікова, з яким Татлін, ймовірно, поділився на цей рахунок своїми думками. Однак, ідея створення орнітоптера, за припущенням татлінознавця Анатолія Стригальова, могла зародитися у Татліна ще в дитинстві: у 1898 і 1900 роках у Харкові в друкарні, де вийшло друге видання книги його батька Євграфа Татліна, двома виданнями була випущена книга Костянтина Данилевського «Керований літальний снаряд», яку юний Володимир Татлін скоріше за все читав.
Уривок із книги американського письменника Гая Давенпорта «Татлін!: Шість історій» (Guy Mattison Davenport, «Tatlin!: Six Stories»), (1974, з ілюстраціями автора): «Це схема пташиного польоту, переведеного в точене дерево великої еластичності. Тканина, натягнута між ребер крил — промаслений шовк. Аеронавт повинен надягати комбінезон на блискавці з двошарового попліну з легкої підкладкою, на зразок того, що сьогодні на Татліні. Крім цього — полотняні черевики на шнурівці, на кшталт велосипедних, окуляри-консерви, шолом, що застібається під підборіддям, і рукавички, які замикаються на зап'ястях. — А навіщо цей планер? — Для повсякденного використання.
Татлін показує планер журналістам. Людина з „Известий“ притискає блокнот до грудей і поправляє окуляри в металевій оправі. — Розгляньте вигнуті крила — каже Татлін — Я вважаю, ви знайдете їх естетично бездоганними. — Саме — говорить людина з „Известий“. — Ви не повинні думати про мій планер ні як про предмет утилітарний, ні як про твір мистецтва. Ви ж не станете розглядати ДніпроГЕС як скульптуру, проте вона — скульптура. Користь її очевидна, героїчна. Мій планер — для народу, і мистецтво, і корисне пристосування. Народ України буде особливо зацікавлений в планері „Летатлін“. Над полями без єдиного дерева можна парити годинами, так само, як і над лісами.»
У 1924 році Татлін натякнув про свій проєкт Петру Мітуріча.
У 1925—1928 роках Володимир Татлін — професор Київського художнього інституту, очолював факультет ФОРТЕХ (формально-технічних дисциплін). В будинку, де він проживав по вулиці Дончука, 5, за спогадами сучасників, Татлін вивчав анатомію і політ птахів, виготовляв деталі майбутнього літального апарата.
У цей останній, найбільш важливий період, Татлін говорив друзям: «Я зроблю річ, ну, не менше Венери Мілоської».
Татлін зібрав свій літальний апарат у 1929—1932 роках і представив його в травні 1932 на персональній виставці в Москві, де «Летатлін» став ключовим експонатом.
У листопаді 1927 на Всеукраїнській ювілейній виставці демонструвалися результати педагогічної роботи В. Татліна — були представлені макети та ескізи до театральних і кінопостановок його учнів і асистента, художника М. Тряскіна.
Володимир Татлін багато працював на батьківщині: у Харкові та Києві. Займався книжковою графікою, проілюстрував обкладинку до збірки віршів українських поетів-футуристів Миколи Бажана, Михайля Семенка, Ґео Шкурупія «Зустріч на перехресті». Співпрацював у київському журналі «Кіно» як ілюстратор.
Як сценограф та художник по костюмах Володимир Татлін брав участь у постановці вистави «По зорі» за однойменною п'єсою українського письменника В. 3. Гжицького, яка вперше була поставлена в 1924-у році у Харківському ТЮГу та мала великий успіх. Він також працював з режисером «Березолю» Лесем Курбасом над виставою «Зангезі», в якій виступив у трьох іпостасях — як режисер, художник-конструктор і виконавець головної ролі. Оформив виставу «Гайдамаки» за поемою Тараса Шевченка. Був одним із фундаторів українського дитячого театру.
Наприкінці життя Татлін віддав перевагу станковому живопису: писав натюрморти, пейзажі, інколи портрети.
Володимир Татлін виявляв себе як лідер українського авангарду, художник-конструктивіст, деякі роботи в техніці асамбляжу .